# Pol Guillén Duñó
Pol Guillén Duñó (Badalona, Barcelonès, 1 d'octubre de 1977) és un atleta i corredor de fons català. Durant la seva trajectòria esportiva ha esdevingut campió de Catalunya de 1.500 metres els anys 1999, 2001, 2002 i 2003, de 3.000 metres a l'aire lliure el 2006, i de 5.000 metres el 2005 i el 2009, de 10 quilòmetres en ruta el 2007, i de camp a través curt el 2002. Com a especialista en curses populars, també ha guanyat curses emblemàtiques, com l'edició de l'any 2001 de la Sant Silvestre o ‘Cursa dels Nassos’ de Barcelona, la Cursa de la Mercè dels anys 2005 i 2010, i la Cursa d'El Corte Inglés del 2005, 2006 i 2007. I també altres curses populars, com la Cursa de la Diada de Térmens, la Cursa de la Penya Blaugrana de Santpedor del 2009, l'edició del 2010 de la Cursa de la Policia de Catalunya, els 10 quilòmetres de Manresa del 2017, o els 10 quilòmetres de la BDN Running del 2014, a la seva ciutat natal. També ha pujat al podi en dues edicions de la Cursa Jean Bouin Internacional.